# Южилкина, Мария Ефимовна
Южилкина Мария Ефимовна — доярка совхоза «Лесное» Всеволожского района Ленинградской области.

## Биография
Южилкина Мария Ефимовна родилась 24 сентября 1914 года в деревне Кузьмино, ныне Новосокольнического района Псковской области, в крестьянской семье.
В 1931 году приехала в город Ленинград, в планах было работать на фабрике или стройке, но вернулась в сельское хозяйство.
Начала работать дояркой в совхозе «Бугры» (Всеволожском районе Ленинградской области).
В 1940 году стала работать дояркой в совхозе «Лесное» Всеволожского района Ленинградской области. Работала в совхозе и в годы Великой Отечественной войны. Благодаря труду доярок совхоза тогда удалось сберечь весь племенной скот, который в тяжелейших условиях давал продукцию на фронт.
В 1954 году совхоз «Лесное» был утвержден участником Всесоюзной сельскохозяйственной выставки (ВСХВ) в Москве.
К заслугам Марии Ефимовны, можно отнести мастерское владение навыком доения и бережное отношение к животным.
В 1956 году она опередила своих подруг, надоив от каждой коровы около 6858 килограммов молока.

## Награды
Указом Президиума Верховного Совета СССР за выдающиеся успехи, достигнутые в деле производства продуктов животноводства, значительное увеличение объёма сдачи их государству в 1956 году Южилкиной Марии Ефимовне присвоено звание Героя Социалистического Труда.
- Орден Ленина(22.06.1957)
- Медаль «Серп и Молот»
- Орден Трудового Красного Знамени(28.07.1948)